# Coalition réformiste
La Coalition réformiste (en catalan : Coalició Reformista) est une coalition politique formée pour les élections législatives de 2009 en Andorre.

## Présentation
Le 26 avril 2009, elle perd les élections contre les socialistes.

### Partis membres
- Le Parti libéral d'Andorre
- Le Nouveau Centre
- L'Union Laurediana
- Les Independents d'Ordino

## Résultats électoraux

### Législatives
| Année | Tête de liste         | Voix  | %     | Sièges  |
| ----- | --------------------- | ----- | ----- | ------- |
| 2009  | Joan Gabriel i Estany | 2 768 | 18,86 | 11 / 28 |

## Conseillers généraux membres de la Coalition réformiste (2009-2013)
- Joan Gabriel i Estany
- Ladislau Baró Solà
- Jaume Serra Serra
- concepcio Mora Jordana
- Olga Adellach Coma
- Joan Torres Puig
- Celina Mandicó Garcia
- Daniel Armengol bosch
- Amadeu Rosell Tarradellas
- Monserrat Gil Torne
- Roser Bastida Areny